# Loćika (gmina Rekovac)
Loćika (cyr. Лоћика) – wieś w Serbii, w okręgu pomorawskim, w gminie Rekovac. W 2011 roku liczyła 438 mieszkańców.